# Ліричні жанри
Ліри́чні жа́нри — це типи літературних творів, які притаманні ліриці.
Цей рід літератури охоплює безліч віршованих жанрів, наприклад: балада, баркарола, вірш, газель, гімн, дума, елегія, ода, пісня, романс, сільва, сонет тощо.
Усі жанри ліричної поезії розрізняються з великою часткою умовності, хоча в минулому критика рекомендувала поетам строго дотримувати їхні внутрішньовидові, жанрові ознаки. Більше поширення одержало членування лірики на жанри по тематичній ознаці — лірика пейзажна, філософська, любовна тощо.